# Acontia carnescens
Acontia carnescens är en fjärilsart som beskrevs av George Francis Hampson 1910. Acontia carnescens ingår i släktet Acontia och familjen nattflyn. Inga underarter finns listade i Catalogue of Life.